# Pimiento del piquillo

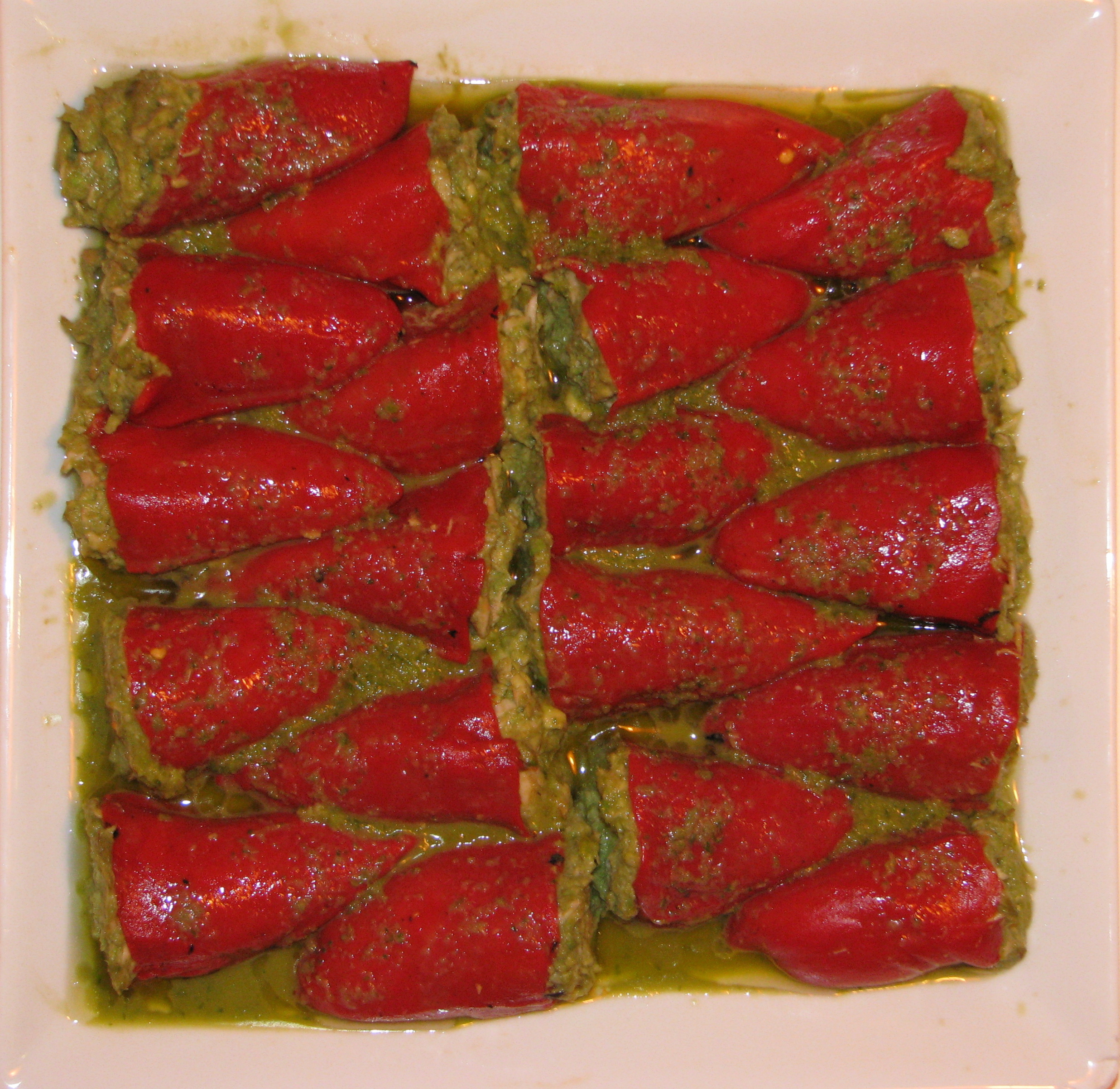
Pimiento del piquillo recheados com guacamole e atum

O pimiento del piquillo ou de piquillo (lit: "pimento de biquinho") é um tipo de pimento (português europeu) (pimentão [português brasileiro]) muito popular na cozinha de Navarra, do País Basco e de outras regiões de Espanha, originalmente produzido em Lodosa, no sul de Navarra, onde é protegido pela Denominação de Origem Controlada "Piquillo de Lodosa". A forma mais habitual de consumo é assado no forno, preferencialmente de lenha, e na grande maioria dos casos encontra-se na forma de conserva em frasco ou lata.
O seu nome refere-se a uma das suas características: a ponta encurvada que faz lembrar o bico de uma ave.

## Características

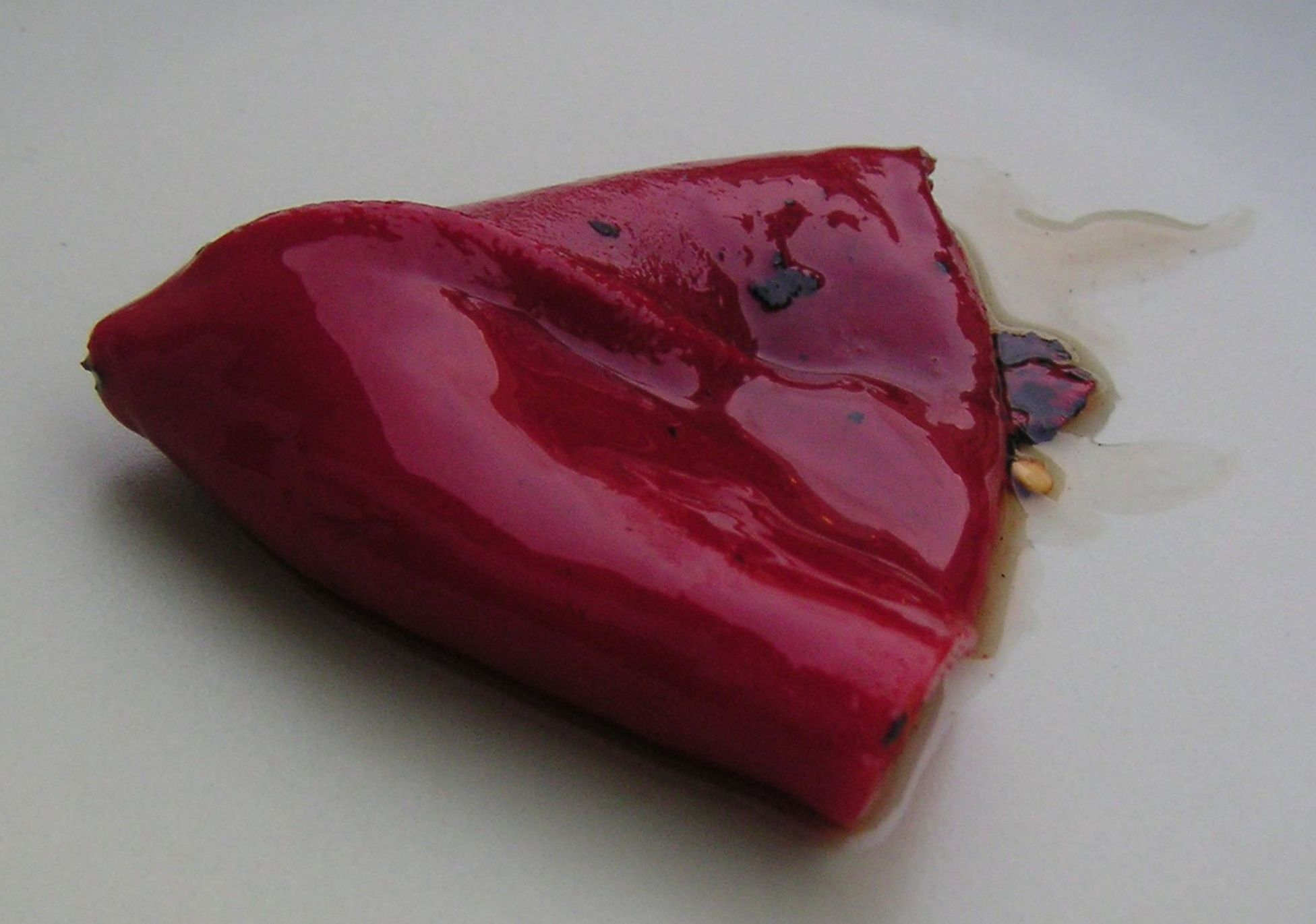
Um pimiento del piquillo

A forma do fruto é triangular, não é muito grande, tipicamente com 7 cm de comprimento, não muito carnudo, com pele dura e uma cor vermelha flamejante. São admissíveis listas verdes ao longo da sua "carne", que se denominam "entreverados" (lit: interpolados), uma características que, paradoxalmente, embora apreciada pelos produtores para consumo próprio, não tem grande apreço pelos forasteiros.
Um aspeto particular do produto final é a forma como é preparado a conserva em lata ou frasco, que passa por assar os frutos numa superfície de carvão vegetal ou em cubas giratórias. Enquanto são cozinhados nunca devem ter contacto com água, nem sequer antes de serem colocados nas latas ou frascos, a fim de não perderem sabor e aroma. Durante o processo, os frutos perdem cerca de 60% do seu peso, intensificando-se o seu sabor e aroma. Depois de assados, a pele exterior e as sementes são removidas à mão.
A colheita decorre entre setembro e novembro e só é realizada artesanalmente quando os frutos estão em perfeita forma e completamente maduros.
O sabor do pimento assado é ligeiramente picante e simultaneamente adocicado, distinto de todos os outros pimentos. Rico em fibras e com baixo valor calórico, é uma excelente fonte de vitaminas A, B, C e E, rivalizando com os citrinos no teor de vitamina C e com as cenouras no teor de caroteno.

## História

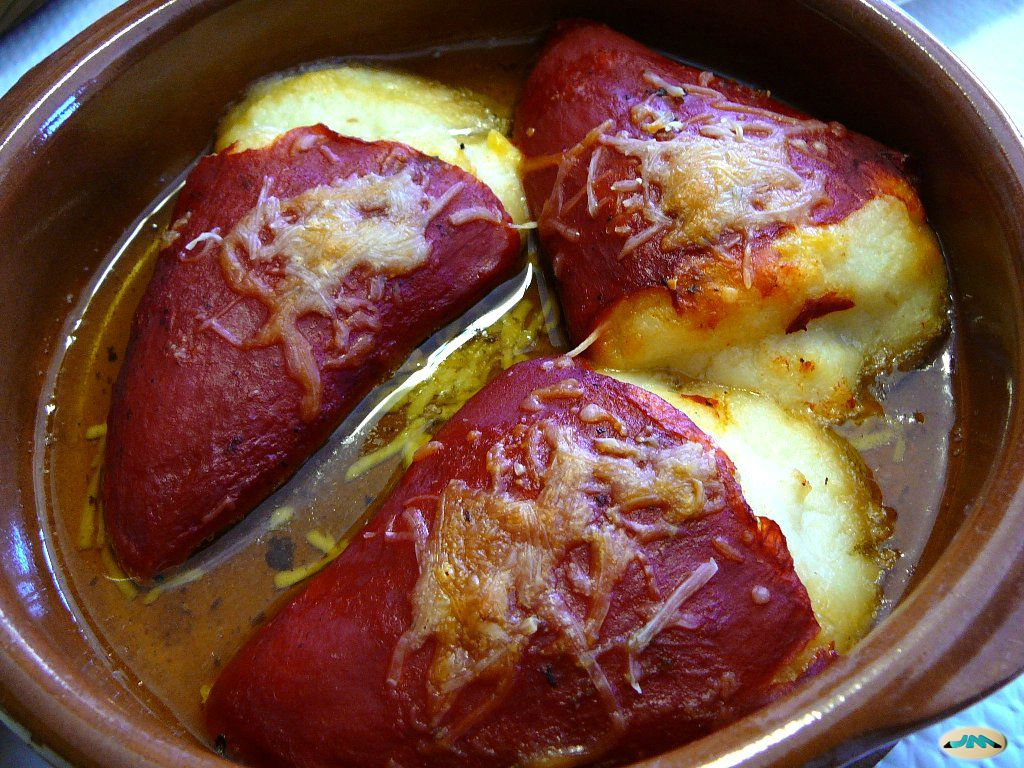
Pimiento del piquillo recheados numa caçarola

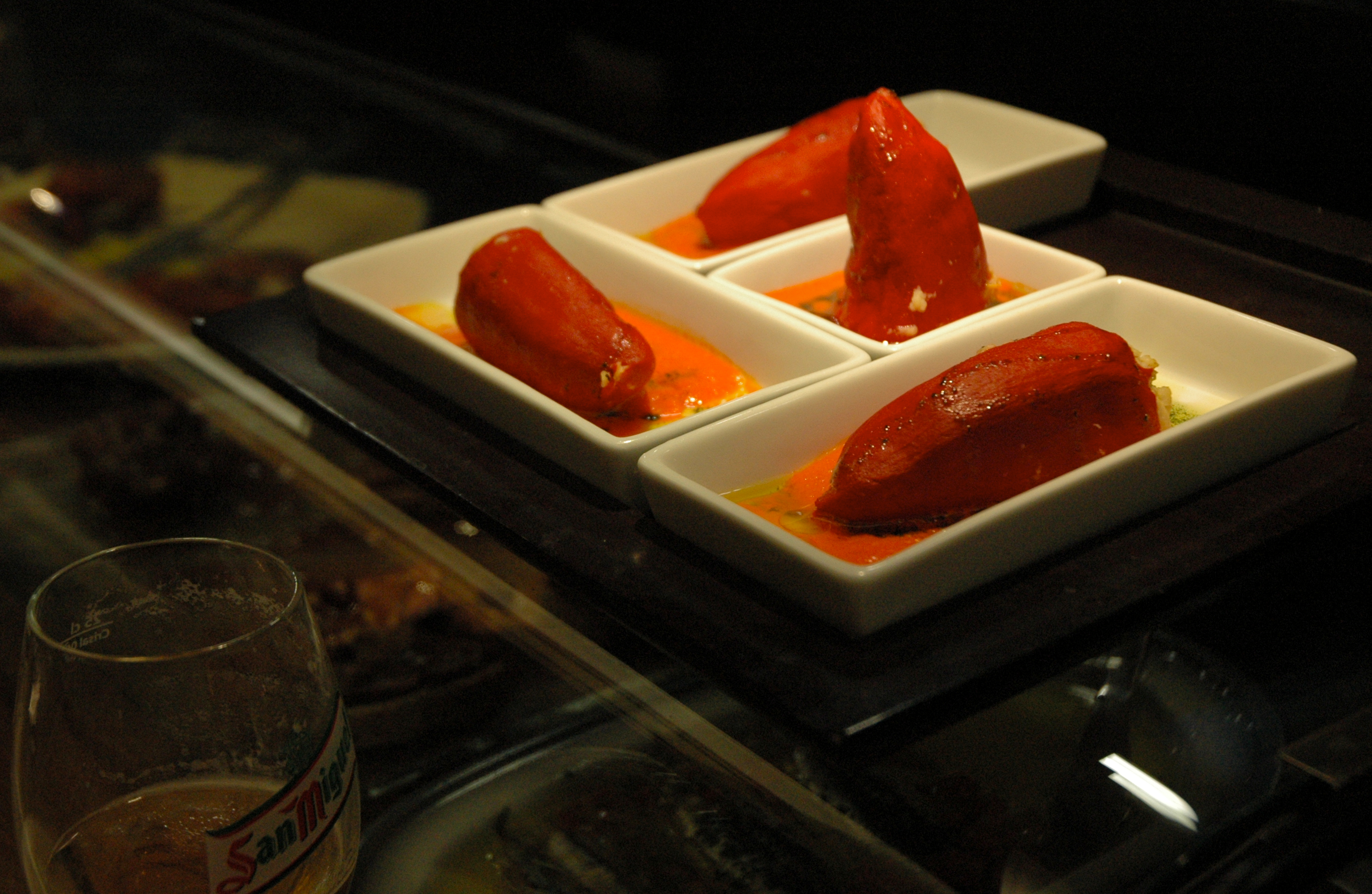
Pintxos (petiscos) de pimientos del piquillo

O fruto é originário da América do Sul e o seu uso alimentar remonta a tempos pré-incas. Os primeiros pimentos a chegar à Europa foram levados por Cristóvão Colombo na volta da sua primeira viagem. Com o passar dos anos, desenvolveram-se diversas variedades de pimentos em Espanha, sendo um deles o de piquillo, a ponto de ser frequente atribuir-se a "nacionalidade" espanhola ao pimento, especialmente à cidade de Lodosa. Entre 1994 e 1996 foram exportadas para o Peru sementes da planta, que deram origem a colheitas com muito êxito. Atualmente o pimiento del piquillo é um produto que se obtém facilmente no Peru por preços significativamente menores do que os da variedade original espanhola, apesar da qualidade ser semelhante.
A exploração comercial só começou seriamente na década de 1970, pois apesar de ser um produto conhecido em toda a Navarra, era produzido somente para consumo próprio. No final da década de 1960 a região do vale do Ebro onde se situa Lodosa tornou-se popular como estância de veraneio das regiões limítrofes. Os veraneantes apreciavam os produtos da zona, entre eles o pimiento del piquillo e no final das férias levavam com eles alguns frascos para casa, o que ampliou a fama e tendo a iguaria ganho um prestígio quase mítico.

## Preparação
Os pimiento del piquillo (previamente assados) podem ser consumidos quase sem preparação, apenas com um pouco de azeite virgem, sal e alhos finamente cortados. Outra preparação popular passa por recheá-los — a resistência da sua pele permite o uso de uma grande variedade de recheios (carne, bacalhau, enchidos, nomeadamente morcela com arroz, etc.). São geralmente cozinhados numa frigideira, com azeite, sal e um pouco de açúcar e vinagre balsâmico de Modena, até que o molho que produzem fique espesso e caramelize. Além de petisco (usualmente chamados pinchos ou pintxos no norte de Espanha), podem ser consumidos como acompanhamento de carne, tortilha de batata ou peixes gordos (ditos azules [azuis] em espanhol), como atum, cavala, sardinha, etc. Pode também ser usado em sopas.